# آتش‌سوزی‌ها در ادو

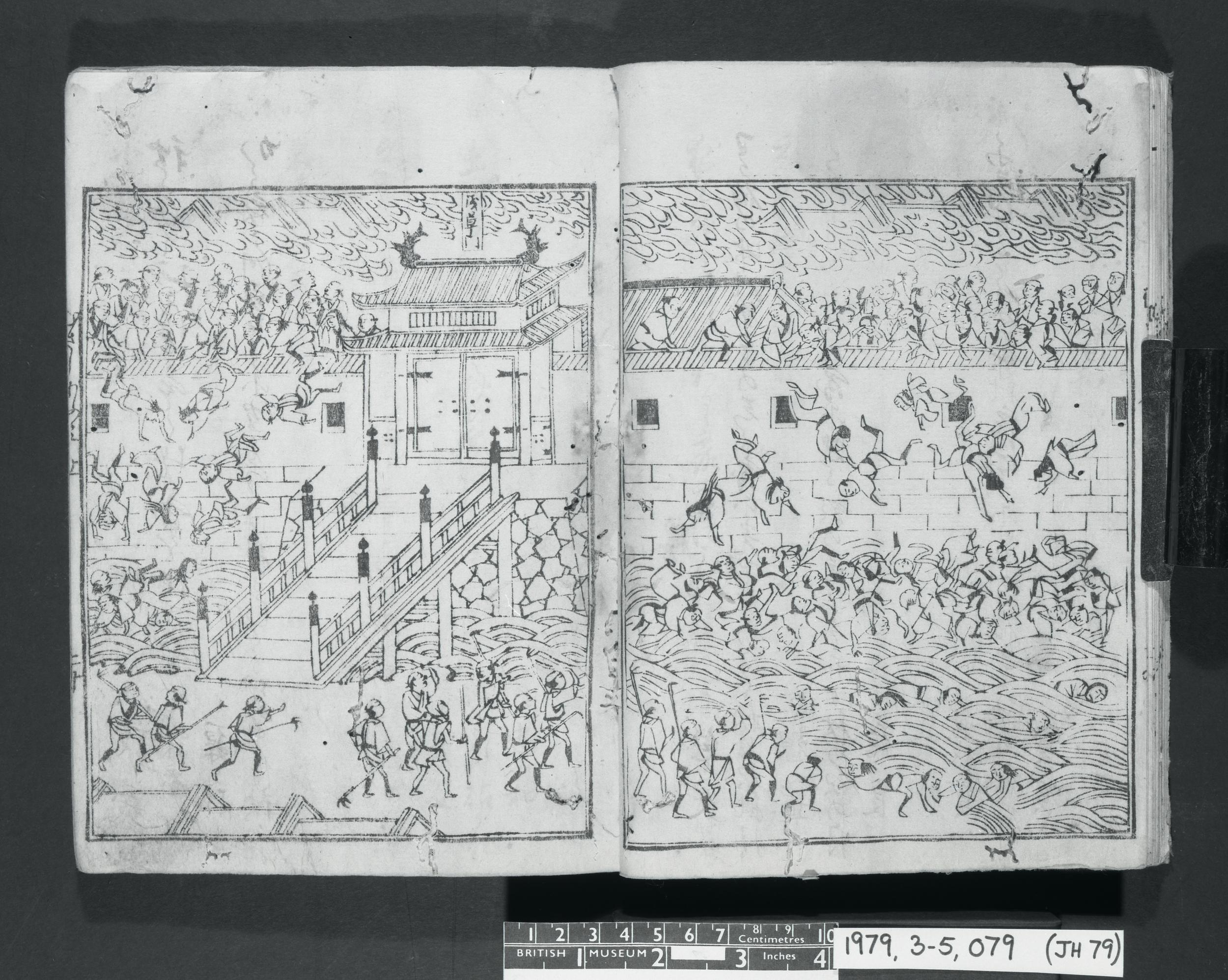
دروازه آساکوسا (浅 草 門) در حین آتش‌سوزی بزرگ می‌رکی

آتش‌سوزی‌ها در ادو نام سابق توکیو، ادو بود، در دوره ادو (۱۶۰۰−۱۸۶۸) آتش‌سوزی در این شهر بسیار مکرر بود حتی در دوران مدرن نیز از ادو قدیمی به عنوان «شهر آتش‌سوزی‌ها» یاد می‌کنند.

## تناوب آتش‌سوزی
در طی ۲۶۷ سال بین ۱۶۰۱، سال پس از نبرد سکیگاهارا، و ۱۸۶۷، سال بازگشت حاکمیت به امپراتور، در ادو ۴۹ آتش‌سوزی بزرگ واقع شد. در مقایسه، در همان دوره، آتش‌سوزی‌های بزرگ در کیوتو، اوساکا و کانازاوا، ایشیکاوا به ترتیب فقط نه، شش و سه بود که باعث برجسته شدن رقم آتش‌سوزی در ادو از دیگر کلانشهرها در ژاپن می‌شود. طبق گفته‌های دیگر، در طول تاریخ ادو بیش از ۸۵ آتش‌سوزی عمده رخ داده‌است. بین سالهای ۱۶۰۰ و ۱۹۴۵، ادو / توکیو هر ۲۵–۵۰ سال تقریباً در اثر آتش‌سوزی، زمین‌لرزه، سونامی، فوران آتشفشان‌ها و جنگ با خاک یکسان شده‌است.

## آتش‌سوزی‌ها بزرگ
در جدول زیر برخی از آتش‌سوزی‌های بزرگ در تاریخ ادو ذکر شده‌است که باعث تلفات و خسارات فاجعه بار شده‌است. سه موردی که در دوره‌های می‌رکی، میوا و بونکا رخ داده‌است، «سه آتش‌سوزی بزرگ ادو» ((戸 三大 大火) نامیده می‌شوند. آتش‌سوزی بزرگ می‌رکی در سال ۱۶۵۷ فاجعه بارترین آن تلقی شده‌است. آتش‌سوزی‌ها اغلب به سرعت اوج می‌گرفتند و در محله‌های ماچییا (خانه‌های چوبی شهر) که با آتش زغال گرم می‌شدند، گسترش می‌یافت. به غیر از آتش‌سوزی‌های بزرگ، یک سری آتش‌سوزی‌های مداوم نیز وجود داشت که مجموعاً منجر به تلفات و خسارات بیشتری از یک آتش‌سوزی بزرگ شدند.
| تاریخ             | تاریخ                | نام                        | نام        | تلفات            | تلفات      | خرابی‌ها | خرابی‌ها          | خرابی‌ها | خرابی‌ها      |
| میلادی            | ژاپنی (سال/ماه/روز)  | انگلیسی                    | ژاپنی      | کشته             | ناپدید شده | محله‌ها  | خانه‌های سامورایی | معابد   | خانه‌های شهری |
| ----------------- | -------------------- | -------------------------- | ---------- | ---------------- | ---------- | ------- | ---------------- | ------- | ------------ |
| ۲۶ دسامبر ۱۶۰۱    | ۶ کیچو/۱۱کبیسه‌گیری/۲ |                            |            |                  |            |         |                  |         |              |
| مارس ۱۰یا۱۱, ۱۶۴۱ | ۱۸ کانئی/۱/۲۹یا۳۰    | آتش‌سوزی کانئی              | 桶町火事   | ۴۰۰+             |            | ۹۷      | ۱۲۳              |         |              |
| مارس ۲–۳, ۱۶۵۷    | ۳ می‌رکی/۱/۱۸–۱۹      | آتش‌سوزی بزرگ می‌رکی         | 明暦の大火 | بیشتر از ۱۰۷٬۰۰۰ |            |         |                  |         |              |
| ۲۵ ژانویه ۱۶۸۳    | ۲ تننا/۱۲/۲۸         | آتش‌سوزی بزرگ تننا          | 天和の大火 | ۸۳۰–۳۵۰۰         |            |         | ۲۴۱              | ۹۵      |              |
| ۹ اکتبر ۱۶۹۸      | ۱۱ گنروکو/۹/۶        | آتش‌سوزی چوکوگاکو           | 勅額火事   | ۳۰۰۰             |            | ۳۲۶     | ۳۰۸              | ۲۳۲     | ۱۸٬۷۰۰       |
| ۲۵ دسامبر ۱۷۰۴    | ۱۶ گنروکو/۱۱/۲۹      | پس از زمین‌لرزه بزرگ گنروکو | 水戸様火事 |                  |            |         | ۲۷۵              | ۷۵      | ۲۰٬۰۰۰       |
| ۱۴ مارس ۱۷۴۵      | ۲ انکیو/۲/۱۲         | آتش‌سوزی روکودو             | 六道火事   | ۱۳۲۳             |            |         | ۲۸٬۶۷۸           | ۲۸٬۶۷۸  | ۲۸٬۶۷۸       |
| ۲۲ مارس ۱۷۶۰      | ۱۰ هوره‌کی/۲/۶        | آتش‌سوزی هوره‌کی             | 宝暦の大火 |                  |            | ۴۶۰     |                  | ۸۰      |              |
| ۱ آوریل ۱۷۷۲      | ۹ میوا/۲/۲۹          | آتش‌سوزی بزرگ میوا          | 明和の大火 | ۱۴٬۷۰۰           | ۴۰۶۰       | ۹۰۴     |                  |         |              |
| ۲۲ آوریل ۱۸۰۶     | ۳ بونکا/۳/۴          | آتش‌سوزی بزرگ بونکا         | 文化の大火 | ۱۲۰۰             |            | ۵۳۰     | ۸۰               | ۸۰      |              |
| ۲۴ آوریل ۱۸۲۹     | ۱۲ بونسی/۳/۲۱        | آتش‌سوزی بزرگ بونسی         | 文政の大火 | ۲۸۰۰             |            |         | ۳۷۰٬۰۰۰          | ۳۷۰٬۰۰۰ | ۳۷۰٬۰۰۰      |
| ۱۶ مارس ۱۸۳۴      | ۵ تنپو/۲/۷           | آتش‌سوزی کوگو               | 甲午火事   | ۴۰۰۰             |            |         |                  |         |              |
| ۲ مارس ۱۸۴۵       | ۲ کوکا/۱/۲۴          | آتش‌سوزی آئویاما            | 青山火事   | ۸۰۰–۹۰۰          |            | ۱۲۶     | ۴۰۰              | ۵۰۰۰    |              |
| ۱۱ نوامبر ۱۸۵۵    | ۲ آنسی/۱۰/۲          | آتش‌سوزی پس از زلزله        | 地震火事   | ۴۵۰۰–۲۶٬۰۰۰      |            |         |                  |         |              |

## علت آتش‌سوزی
در دوره ادو، آتش یکی از عناصر ضروری زندگی روزمره بود. آتش برای پخت‌وپز و روشنایی مورد استفاده قرار گرفت، که به نوبه خود باعث حوادث شد. آتش‌افروزی، به دلایل مختلف، یکی دیگر از منابع آتش‌سوزی بود. فراوانی بیشتر آتش‌سوزی‌های بزرگ در ادو در مقایسه با سایر شهرها به دلایل مختلفی ناشی می‌شود، که شامل یک طرح متراکم شهری است که جمعیت زیادی را در خود جای داده‌است، وجود یک طبقه اجتماعی فقیر و شرایط بی نظیر هواشناسی ادو.
ماتسونوسوکه نیشیاما، دانشمندی که آتش‌سوزی‌های ادو را مطالعه کرده‌است، علل آتش‌سوزی را به‌طور خلاصه چنین ذکر کرد:
غیرقابل تصور نیست که در ادو، احتمالاً بسیاری از ساکنان به سادگی از آتش‌سوزی‌های بزرگ شاد می‌شدند.
عدم وجود یک سیستم سیاسی واحد در کلان‌شهری مانند ادو یکی از دلایل آتش‌سوزی‌های مکرر بود.
چونین (町 人 ،" مردم شهر ") در ادو، با توجه به اجتناب‌ناپذیری از آتش‌سوزی و گسترش غیرقابل مهار آن، تا زمانی که خانه‌های خودشان منشأ آتش‌سوزی نمی‌شد، راضی و قانه باقی می‌ماند.